# Entraîneurs du Jazz de l'Utah
Le tableau suivant est un récapitulatif des différents entraîneurs du Jazz de l'Utah, au fil des saisons.
L'équipe est actuellement entraînée par Will Hardy.

## Légende
| MC | Matchs coachés                                      |
| V  | Victoires                                           |
| D  | Défaites                                            |
| %V | Pourcentage de victoires                            |
| *  | A passé toute sa carrière d'entraîneur avec le Jazz |
|    | Élu au Hall of Fame en tant qu'entraîneur           |

## Entraîneurs
Remarque : Les statistiques sont correctes jusqu'à la fin de la saison 2024-2025.
| New Orleans Jazz |                       |           |      |      |     |       |     |    |     |       | |
| 1                | Scotty Robertson      | 1974      | 15   | 1    | 14  | 6,7%  | —   | —  | —   | —     | |
| 2                | Elgin Baylor *        | 1974      | 1    | 0    | 1   | 0%    | —   | —  | —   | —     | |
| 3                | Butch van Breda Kolff | 1974-1976 | 174  | 74   | 100 | 42,5% | —   | —  | —   | —     | |
| —                | Elgin Baylor *        | 1976-1979 | 220  | 86   | 134 | 13,4% | —   | —  | —   | —     | |
| Utah Jazz        |                       |           |      |      |     |       |     |    |     |       | |
| 4                | Tom Nissalke          | 1979-1981 | 184  | 60   | 124 | 32,6% | —   | —  | —   | —     | |
| 5                | Frank Layden *        | 1981-1988 | 571  | 277  | 294 | 48,5% | 41  | 18 | 23  | 43,9% | Entraîneur de l'année (1984) Possède le numéro 1 retiré par le Jazz en 1988                                                                                |
| 6                | Jerry Sloan           | 1988-2011 | 1809 | 1127 | 682 | 62,3% | 196 | 96 | 100 | 49,0% | 1er entraîneur de l'histoire à atteindre les 1 000 victoires avec une équipe NBA. Fait partie du Top 15 des meilleurs entraîneurs de l'histoire de la NBA. |
| 7                | Tyrone Corbin *       | 2011-2014 | 258  | 112  | 146 | 43,4% | 4   | 0  | 4   | 0%    | |
| 8                | Quin Snyder           | 2014-2022 | 636  | 372  | 264 | 58,5% | 51  | 21 | 30  | 41,2% | |
| 9                | Will Hardy *          | 2022-     | 246  | 85   | 161 | 34,6% | —   | —  | —   | —     | |